# 小行星9680
小行星9680（英語：9680 Molina）是一颗围绕太阳公转的小行星。1960年10月22日，C. J. 万·豪敦、I. 万·豪敦-格勒内费尔德、T. 赫雷爾斯在帕洛马山发现了此天体。
这颗小行星的绝对星等为149.9800043246524等。